# Jákup
Jákup ist ein männlicher Vorname, der vor allem im nordeuropäischen Raum vorkommt. Die Variante Jakup kommt im osteuropäischen Raum vor.

## Namensträger
- Jákup á Borg (* 1979), färöischer Fußballspieler
- Jákup Pauli Gregoriussen (1932–2021), färöischer Architekt
- Jákup Jakobsen (1864–1918), färöischer Linguist
- Jákup í Jákupsstovu (1922–1976), färöischer Politiker
- Jákup Jógvansson, von 1677 bis 1679 Løgmaður der Färöer
- Jákup Mikkelsen (* 1970), färöischer Fußballtorwart
- Jákup Frederik Øregaard (1906–1980), färöischer Politiker

Jakup
- Jakup Krasniqi (* 1951), kosovo-albanischer Politiker
- Jakup Mato (1934–2005), albanischer Literaturkritiker